# Caroline-Félicie Peytavin
Caroline-Félicie Peytavin, dite l'Amirale Bruat (Aix-en-Provence, 12 mars 1821 - Saint-Prim, 14 mars 1898), est une dame française qui fut gouvernante du prince impérial sous le Second Empire.

## Biographie
Connue dans la société provençale de la monarchie de Juillet pour sa beauté, son éducation soignée et sa fortune, Caroline Peytavin fut présentée par la veuve de l'amiral de Rigny à l'un de ses protégés, Armand-Joseph Bruat, lors de son passage à Marseille en 1841. 
Leur mariage eut lieu à Paris à la fin de la même année. Elle suivit son époux dans plusieurs de ses commandements, notamment aux îles Marquises.
Le ménage eut quatre enfants, dont Marguerite-Adèle-Marie Bruat (1844-1928), épouse du dernier duc de Padoue. La femme de lettres Victorine Monniot fut l'institutrice de ses filles.
L'amiral Bruat mourut du choléra en 1855 lors de la campagne de Crimée. 
Lorsque la Maison des Enfants de France fut instituée, le 4 mars 1856, en prévision de la naissance du prince impérial, Napoléon III choisit la veuve de l’amiral pour gouvernante,. Elle remplit cette fonction entre 1856 et 1863, date à laquelle l'éducation du Prince Impérial fut confiée à un précepteur. 
Le peintre Thomas Couture fit plusieurs études préparatoires de l'amirale Bruat, aujourd'hui à Compiègne, pour son tableau (inachevé) Le Baptême du Prince Impérial. Madame Carette, lectrice de l'Impératrice Eugénie, décrit l'Amirale Bruat de la façon suivante dans ses Souvenirs : « Avec son visage de madone, son beau profil noble et fier, elle ressemblait à l'ange de la patrie placé près de ce berceau. Le Prince toute sa vie lui garda une tendre affection. Il lui écrivait souvent. »
L'intervention de l'amirale Bruat entraîna la réouverture de la grotte de Lourdes aux fidèles en 1858. Par son entremise le conseil d’administration de L'Œuvre des Écoles d'Orient, plus connue actuellement sous le nom de L'Œuvre d'Orient  a trouvé son président en la personne de vice-amiral Edmond Jurien de La Gravière en 1869. Elle resta fidèle à la famille impériale après la chute du Second Empire et se consacra à des œuvres de charité, notamment à Lourdes.
Elle mourut en 1893 au château de Saint-Prim dans l'Isère, chez son gendre Boissieux, et fut ensuite inhumée dans le caveau Bruat au cimetière du Père-Lachaise à Paris.